# وئام غداس
وئام غداس هي كاتبة وشاعرة من تونس. تخرجت من كلية الحقوق، وتكتب في الصحافة الثقافية العربية. شاركت في عديد المهرجانات والملتقيات الشعرية في تونس.

## جوائز
فازت مجموعتها القصصيّة «أمشي وأضحك كأني شجرة» بجائزة الشارقة للإبداع العربي عام 2016.

## أعمالها الأدبية

### كتب[3]
- حديقة مصابة بالألزهايمر، دار العين للنشر.
- أمشي وأضحك كأني شجرة، الشارقة للثقافة والإعلام.
- قصّة شمسة، دار كتارا للنشر.
- الندبة (ترجمتها)، دار منشورات المتوسط.

### قصائد
- أن أكتب قصيدة رديئة وأنام.[5]
- أعمال منزلية.[5]
- هواجس[6]
- جبل عصفور .. وشبح[7]
- ثلاثة نصوص[8]
- سيلفي وحرائق القلب خلفي[9]
- رسالة إلى روائيّ عظيم: لو أني زوجتك![10]

### مقالات
- طارق مع أوّل الفجر… طارق في آخر الحبّ[11]
- لأني أحبك .[12]

### ترجمات
- الوِحدة للكثيرين[13]